# Ladada (Mon dernier mot)
Ladada (Mon dernier mot) (vertaling: Ladada (Mijn laatste woord)) is een Nederlands-Frans nummer van de Nederlandse zanger Claude. Het nummer werd op 21 oktober 2022 uitgebracht op single.

## Achtergrond
Het is een nummer in de stijl van de Belgische zanger Stromae, een inspiratiebron voor Kiambe. Het nummer gaat over een verbroken relatie, maar is muzikaal opwekkend. Naar eigen zeggen is het "[...] een beetje een middelvinger naar je ex."

## Ontvangst
Op Spotify voerde Ladada (Mon dernier mot) de lijst aan met meest beluisterde liedjes in Nederland. In april 2023 is het nummer ruim 30 miljoen keer beluisterd in de streamingsdienst. Ladada (Mon dernier mot) is ook in het buitenland opgepikt, zo is de Engelse versie in april 2023 een miljoen keer geluisterd en kreeg die versie aandacht in Duitsland, Zweden en Italië.
De single werd in Nederland veel gedraaid op de landelijke radiozenders en werd een hit. In de drie Nederlandse landelijke hitlijsten bereikte de single de nummer 1-positie in zowel de Nederlandse Top 40, de Single Top 100 als de 538 Top 50.
In België (Vlaanderen) werd de single wel regelmatig gedraaid op de radio, maar behaalde desondanks geen notering in zowel de Vlaamse Ultratop 50 als de Vlaamse Radio 2 Top 30.
Op 100% NL werd het nummer uitgeroepen tot Hit van 100 en op Radio 538 werd het een 538 Favourite. De single heeft in Nederland de dubbelplatina status.

## Hitnoteringen

### Nederlandse Top 40
| Week:    | 1  | 2  | 3  | 4  | 5  | 6  | 7  | 8  | 9  | 10 | 11 | 12 | 13 | 14 | 15  | 16 |
| -------- | -- | -- | -- | -- | -- | -- | -- | -- | -- | -- | -- | -- | -- | -- | --- | -- |
| Positie: | 32 | 21 | 11 | 4  | 3  | 1  | 1  | 1  | 1  | 1  | 1  | 2  | 2  | 2  | 2   | 2  |
| Week:    | 17 | 18 | 19 | 20 | 21 | 22 | 23 | 24 | 25 | 26 | 27 | 28 | 29 | 30 |     |    |
| Positie: | 2  | 3  | 3  | 4  | 6  | 10 | 12 | 17 | 21 | 25 | 30 | 33 | 37 | 39 | uit |    |

### NederlandseSingle Top 100
| Week:    | 1  | 2  | 3  | 4  | 5  | 6  | 7  | 8  | 9  | 10 | 11 | 12 | 13 | 14 | 15 | 16  | 17 | 18 | 19  |
| -------- | -- | -- | -- | -- | -- | -- | -- | -- | -- | -- | -- | -- | -- | -- | -- | --- | -- | -- | --- |
| Positie: | 58 | 25 | 11 | 3  | 1  | 3  | 3  | 15 | 1  | 2  | 5  | 4  | 4  | 4  | 4  | 4   | 4  | 5  | 4   |
| Week:    | 20 | 21 | 22 | 23 | 24 | 25 | 26 | 27 | 28 | 29 | 30 | 31 | 32 | 33 | 34 | 35  | 36 | 37 | 38  |
| Positie: | 4  | 4  | 4  | 4  | 8  | 9  | 10 | 11 | 17 | 22 | 21 | 30 | 40 | 41 | 45 | 48  | 46 | 49 | 45  |
| Week:    | 39 | 40 | 41 | 42 | 43 | 44 | 45 | 46 | 47 | 48 | 49 | 50 | 51 | 52 | 53 |     | 54 | 55 |     |
| Positie: | 49 | 47 | 54 | 58 | 65 | 62 | 69 | 79 | 79 | 88 | 88 | 77 | 76 | 92 | 98 | uit | 66 | 93 | uit |

### NPO Radio 2 Top 2000
| Nummer met noteringen in de NPO Radio 2 Top 2000 | '23 | '24 |
| ------------------------------------------------ | --- | --- |
| Ladada (Mon dernier mot)                         | 646 | 528 |

1. ↑  Een vetgedrukt getal geeft de hoogste notering aan.
2. ↑  2023 was het eerste jaar met een notering voor dit nummer.

## Parodie carnaval
In februari 2023 werd een parodie op het nummer door Omroep Brabant uitgeroepen tot de carnavalskraker van het jaar. Het carnavalsliedje Ladders zat werd gemaakt door feestzanger Gullie en het dj-duo Lanterfantje, waar Thomas van Groningen onderdeel van uitmaakt. Over het carnavalsliedje ontstond controverse omdat platenmaatschappij Cloud 9 de track offline wilde halen. Zij wilden niet dat Claude geassocieerd zou worden met alcohol. Zodoende werd het de maandag voor carnaval van Spotify gehaald.